# Varkensgriep
Varkensgriep is een infectieziekte die niet ongewoon is bij varkens en wordt veroorzaakt door influenza type A-virussen. Hoewel het meestal H1N1-type virussen betreft kunnen ook andere subtypes aanleiding geven tot varkensgriep (H1N2, H3N1 H3N2). Als varkens besmet raken met meer dan één type influenzavirus kunnen varianten ontstaan die ook overdraagbaar zijn van varken op mens. Deze genetische recombinatie wordt antigenic shift genoemd en kan plaatsvinden omdat het influenza-genoom uit acht losse RNA-strengen bestaat die bij een dergelijke co-infectie dooreengeschud kunnen worden.
Van het H3N2-varkensvirus wordt vermoed dat het een mutate is van het H3N2-virus dat de menselijke Hongkonggrieppandemie in 1968 veroorzaakte.
Varkensgriep werd in 2009 vooral bekend door een serie uitbraken onder mensen in Mexico, de Verenigde Staten en Spanje. Deze specifieke variant, subtype van het influenza A-virus H1N1, is in tegenstelling tot de meeste soorten varkensgriep overdraagbaar van mens op mens door hoesten of niezen. In het verleden waren er al gevallen bekend van varken-op-mensbesmetting. De nieuwe variant werd aanvankelijk niet bij varkens teruggevonden, vandaar de benaming Mexicaanse griep. Evenwel is in Canada in mei 2009 wel degelijk besmetting bij varkens vastgesteld.
De meeste symptomen bij de mens van de recente variant zijn gelijk aan die van normale griep: koorts, spierpijn, keelpijn, hoest en vermoeidheid. De symptomen diarree en braken zijn echter heviger dan bij gewone griep.

## Uitbraak in 2009

Symptomen van de Mexicaanse griep bij mensen

In maart 2009 dook het virus op in Mexico, waarna het zich al snel verspreidde naar andere landen. De nieuwe variant is ongevoelig voor veel van de gebruikelijke medicijnen bij influenza en wordt daarom beschouwd als een voor mensen gevaarlijke vorm van griep. Deze virusvariant zou een mix van vogelpest, varkensgriep en menselijke griep zijn.
Aanvankelijk werd de virusvariant die de recente uitbraak onder mensen veroorzaakt niet in varkens aangetroffen. Evenwel is in mei 2009 besmetting bij varkens vastgesteld in Canada. Meerdere media en overheden gebruiken de naam "Mexicaanse griep". Dit is gedaan omdat de benaming negatief zou kunnen uitpakken voor de vleesindustrie. De Europese Commissie gebruikt de naam "novel flu virus". Een aantal Braziliaanse boeren heeft het WHO inmiddels al verzocht om de naam, om economische redenen, wereldwijd aan te passen.
In Nederland is op 30 april 2009 de eerste bevestigde besmetting geconstateerd bij een 3-jarig kind dat op 27 april terugkeerde uit Mexico.